# Стриптиз клуб
Стриптиз клуб је клуб који редовно обезбјеђују забаву за одрасле, претежно у облику стриптиза или других еротских и егзотничких плесова. Стриптиз клубови обично имају изглед ноћног клуба или бара, а могу имати и одлике позоришта или кабареа. Амерички стриптиз клубови су почели да се отварају изван Сјеверне Америке тек након Другог свјетског рата, прво у Азији током четрдесетих година па у Европи током педесетих година 20. вијека, гдје су се надметали са локалним енглеским и француским стиловима стриптиза и еротских наступа.
Од 2005. године, величина глобалне индустрије стриптиз клубова процјењује се на око 75 милијарди $. Током 2002. године, величина америчке индустрије стриптиз клубова процјењивала се на 3,1 милијарду $, чинећи 19% укупног бруто прихода у легалним забавама за одрасле. Поднеске америчке комисије за хартије од вриједности и државне агенције за контролу алкохола у то вријеме су показале да је било најмање 2.500 стриптиз клубова у Сједињеним Државама и да је од тада број клубова је у порасту. Профитабилност стриптиз клубова, као и других услужних компанија, углавном зависи од локације и потрошачких навика муштерија. Што је боље опремљен клуб, у смислу квалитета објекта, опреме, намјештаја и других елемената, већа је вјероватноћа да ће муштерије покрити трошкове и накнаде за неке додатне карактеристике као што су ВИП собе. Популарност датог клуба је индикатор његовог квалитета, као и разговори између муштерија који су посјетили више клубова у различитим регионима.
Стриптиз клуб као мјесто за разуздану забаву стална је тема у популарној култури. У неким медијима, ови клубови су представљени као мјеста порока и мјеста на лошем гласу. Клубови и разни апскети пословања су истакнути у овим наводима. Top Strip Club списак у неким медијима је показао да је амерички стил стриптиза глобални феномен и културолошки прихваћен облик забаве, упркос надзору правних кругова и популарних медија. Популарни веб-сајтови за љубитеље стриптиз клубова имају спискове посјећености сајта. Правни статус стриптиз клубова је еволуирао током времена, државни и локални закони широм свијета постају све либералнији, док неке земље (као што је Исланд) спроводе строга ограничења и забране. Стриптиз клубови су честа мета спорова широм свијета, а секс индустрија, која укључује стриптиз клубове, тешка је тема у популарној култури и политици. Неки клубови су повезани са организованим криминалом.